# Seefeld-Kadolz
Seefeld-Kadolz este o comună (târg) din districtul „Hollabrunn”, Austria Inferioară.